# Lynja
Lynn Yamada Davis (Nueva York, 31 de julio de 1956 – Red Bank, Nueva Jersey, 1 de enero de 2024), más conocida por su seudónimo en línea Cooking With Lynja, fue una chef estadounidense de origen japonés conocida por sus vídeos virales en TikTok y YouTube Shorts. Elogiada por sus ediciones de estilo rápido y sus referencias a los memes de Internet, "Cooking with Lynja" acumulaba más de 10 millones de suscriptores en YouTube y 20 millones de seguidores en TikTok a fecha de 15 de enero de 2024.
Davis se licenció en el MIT y en la Columbia Business School. Trabajó en los AT&T Labs durante 29 años. Su interés por la creación de vídeos empezó en 2020, cuando tenía 63 años. Desde que sus vídeos se hicieron virales, ganó tres premios Streamy, e incluso un Record Guiness junto a Nick DiGiovanni en el 23 de noviembre de 2021

## Primeros años y carrera
Lynn T. Yamada nació en la ciudad de Nueva York el 31 de julio de 1956, de Mabel Fujisake y Tadao Yamada. Era japonesa-estadounidense de tercera generación y creció en Fort Lee, Nueva Jersey.
Estudió en el Instituto de Tecnología de Massachusetts (MIT) y se licenció en ingeniería civil en 1977. Durante su estancia en el MIT, fue presidenta del periódico estudiantil The Tech. Tras su graduación, fue contratada por el gobierno y trabajó para garantizar la accesibilidad de los edificios federales. Posteriormente se licenció en salud pública y administración de empresas por la Columbia Business School.
Davis trabajó en los AT&T Labs durante 29 años como gestor de proyectos e ingeniero de sistemas.

## Vídeos de TikTok
Davis empezó a crear vídeos para TikTok en 2020, cuando tenía 63 años. La idea de los vídeos surgió de su hijo menor, Tim Davis, que estaba perfeccionando sus habilidades de edición de vídeo, mientras estaban encerrados durante la pandemia de COVID-19 en marzo de 2020. Ayudó a rodar y editar cada uno de sus vídeos de "Cooking with Lynja" desde 2020. Los vídeos fueron elogiados por Vice por sus sencillas recetas, sus ingeniosas técnicas de edición y su estilo de redacción. Los vídeos también hacen referencia a memes virales, como el trend de Grimace Shake. En 2021, "Cooking with Lynja" ganó el premio a "Best Editing" en la 11th Streamy Awards. Al año siguiente, "Cooking with Lynja" ganó el premio a "Best Food" y "Best Editing" en la 12th Streamy Awards. En 2022, Davis firmó con WME y apareció en la lista de los 50 mejores creadores de Forbes.
Colaboró a menudo con Nick DiGiovanni, como en un vídeo de noviembre de 2021 en el que batieron el récord Guinness del cake pop más grande de la historia, con un peso de 97 libras y 8,52 onzas (44.240 kg). Con DiGiovanni batió otros récords, como el del nugget de pollo más grande del mundo, que pesaba 20,96 kg (46.2 lb), y el sushi roll más grande del mundo, de 2,15 metros (7 pies y 1 pulgada) de diámetro. Fue incluida en la lista "50 Over 50" de Forbes en 2023. Sus fans se llaman "Lynja-turtles", un juego de palabras de Ninja Turtles.

## Enfermedad y muerte
En 2019, Davis fue diagnosticada con cáncer de garganta, que causó un cambio en su voz. Davis comparó su nueva voz con la de Marge Simpson. En 2021, anunció que le habían diagnosticado cáncer de esófago. Posteriormente grabó un vídeo titulado "Cookies for Cancer" en el que hacía galletas para celebrar que había terminado su tratamiento contra el cáncer. El cáncer reapareció en 2023 y murió por complicaciones de la enfermedad en el Riverview Medical Center de Red Bank, Nueva Jersey, el 1 de enero de 2024, a la edad de 67 años. El 9 de enero se celebró un funeral privado, al que asistieron amigos íntimos y familiares, tres días antes de que su hijo anunciara su muerte en las redes sociales en un post en el que compartía fotos y recuerdos de su vida. Ese mismo día, DiGiovanni grabó un vídeo de despedida en honor de Lynja en el que mostraba sus recuerdos favoritos de cuando estuvo con ella. Otros YouTubers de cocina también dedicaron homenajes a Lynja.

## Vida personal
Davis vivía en Holmdel, Nueva Jersey. Davis se casó con Hank Steinberg, con quien tuvo dos hijas, aunque el matrimonio acabó en divorcio. Tras su divorcio, se casó con Keith Davis, con quien tuvo dos hijos, el futbolista profesional Sean Davis y el editor de "Cooking with Lynja" Tim Davis.

## Premios y nominaciones
| Año  | Premio          | Categoría | Resultado | Ref.   |
| ---- | --------------- | --------- | --------- | ------ |
| 2021 | Premios Streamy | Edición   | Ganadora  | [ 11 ] |
| 2021 | Premios Streamy | Comida    | Nominada  | [ 11 ] |
| 2022 | Premios Streamy | Edición   | Ganadora  | [ 12 ] |
| 2022 | Premios Streamy | Comida    | Ganadora  | [ 12 ] |
| 2023 | Premios Streamy | Edición   | Nominada  | [ 22 ] |
| 2023 | Premios Streamy | Comida    | Nominada  | [ 22 ] |